# Richard Kablitz
Richard Arnold Kablitz (* 20. Mai oder 7. Mai 1868 auf dem Rittergut Eichhof, Gouvernement Livland; † 11. Juli 1959 in Lauda) war ein Erfinder und Unternehmer.

## Leben
Kablitz besuchte die Kreisschule und von 1881 bis 1886 die Realschule in Dorpat. Nach dem Besuch des Gymnasiums studierte Kablitz 1887/1888 Bauingenieurwesen und  von 1888 bis 1892 Maschinenbau an der Polytechnischen Hochschule in Riga, wandte sich aber später insbesondere der Wärmetechnik zu. 1892 wurde er Ingenieur und war von 1891 bis 1893 Assistent für Mechanische Technologie am Polytechnikum in Riga, außerdem Konstrukteur an der Maschinenfabrik Richard Pohle. 
Von 1893 bis 94 war Kablitz Konstrukteur bei San Galli in St. Petersburg, dann 1894 bei Liphardt in Moskau und von 1894 bis 1897 bei Richard Pohle in Riga. Im Jahre 1896 stellte er auf der technischen Messe in Nischni Nowgorod einen Petroleum-Gas-Naphtha-Motor aus und widmete sich in den folgenden Jahren der Erzeugung von Dampfanlagen. 1897 bis 1901 war er Mitinhaber und Direktor der Maschinenfabrik „Motor“ in Riga-Sassenhof, die Petroleummotoren baute.
Von 1901 bis 1904 war er Zivil-Ingenieur und von 1904 bis 1939 Direktor und Mit-, später Alleininhaber der Rigaer Gesellschaft für Ökonomie der Dampferzeugungskosten und Feuerungskontrolle (Erfindung, Entwicklung und Bau der Kablitzschen Rippenrohr-Economiser, mechanischer Überschub-Feuerungen und Lufterhitzer). 
Von 1915 bis 1918 lebte er in Russland, da die Fabrik nach Cherepet und das Ingenieurbüro nach Petrograd evakuiert worden waren. Im Jahre 1917 wurden seine Werke in Riga stark in Mitleidenschaft gezogen und 1919 sah er sich gezwungen, das Baltikum vor den einrückenden Sowjets zu verlassen.
1919 bis 1939 lebte er wieder in Riga und widmete sich der Weiterentwicklung und dem Export von wärmewirtschaftlichen Anlagen. Der Aufbau eines neuen Betriebes im Wartheland war wiederum vergeblich. Von 1941 bis 1945 war Kablitz Treuhänder einer Maschinenfabrik und Eisengießerei in Litzmannstadt. Nach seiner erneuten Flucht gelang es ihm, in Lauda bei Bad Mergentheim sein Unternehmen wieder aufzubauen. Ab 1952 war er Generaldirektor der Deutschen Richard Kablitz GmbH in Lauda. Seine Firma baute Lufterhitzern, Ekonomisern und Feuerungen, und auch für Großtanker. Er wurde Ehrenmitglied des Vereins Deutscher Ingenieure (VDI).